# Chorizagrotis thanatologia
Chorizagrotis thanatologia là một loài bướm đêm trong họ Noctuidae.